# Bandeira das Bahamas
A bandeira nacional das Bahamas foi adaptada em 10 de Julho de 1973. A bandeira consiste de três faixas horizontais, de azul celeste, amarelo e azul celeste, que representam as areias da nação e as águas que a rodeiam. Um triângulo negro, baseado na tralha, simboliza a unidade.

## Outras bandeiras

Bandeira naval de uso civil.
Jaque naval de uso civil
Bandeira da Força Real de Defesa das Bahamas.